# Coppa Italia 2006-2007 (hockey su pista)
La Coppa Italia 2006-2007 è stata la 38ª edizione della principale coppa nazionale italiana di hockey su pista. La competizione ha luogo dal 16 settembre al 21 novembre 2006.
Il trofeo è stato conquistato dal Follonica per la quinta volta nella sua storia.

## Formula
Al torneo hanno preso parte tutte le 14 formazioni iscritte al massimo campionato e i due club retrocessi in serie A2 la stagione precedente per un totale di 16 squadre partecipanti. Le formazioni sono state divise in quattro gironi all'italiana di quattro squadre ciascuno. Ogni girone si è svolto con partite di sola andata in sede unica, sul campo di gioco della società miglior offerente.
La prima e la seconda classificata di ogni raggruppamento si è qualificata per i gironi di della seconda fase (due gruppi di quattro squadre ciascuno), che si sono svolti con la medesima formula. Tutti gli incontri delle prime due fasi sono stati disputati sulla durata di 40 minuti (anziché i canonici 50).
Le vincenti dei due gironi di seconda fase si sono affrontate nella finale, con partita di andata e ritorno.

## Squadre partecipanti
- Bassano 54
- Breganze
- Castiglione
- CGC Viareggio
- Follonica -  Detentore Coppa Italia 2005-2006
- Marzotto Valdagno
- Modena
- Molfetta

- Novara
- Prato Primavera - Finalista Coppa Italia 2005-2006
- Roller Bassano
- Roller Novara
- Roller Salerno
- Trissino
- Amatori Lodi - Retrocesse in serie A2 2006-2007
- Amatori Reggio Emilia - Retrocesse in serie A2 2006-2007

## Risultati

### Prima fase

#### Girone A
Il girone A fu disputato a Trissino dal 16 al 17 settembre 2006.
| Squadra           | Pt | G | V | N | P | GF | GS | DG  |
| ----------------- | -- | - | - | - | - | -- | -- | --- |
| Marzotto Valdagno | 7  | 3 | 2 | 1 | 0 | 12 | 7  | +5  |
| Trissino          | 5  | 3 | 1 | 2 | 0 | 9  | 6  | +3  |
| Modena            | 4  | 3 | 1 | 1 | 1 | 12 | 10 | +2  |
| Roller Novara     | 0  | 3 | 0 | 0 | 3 | 6  | 16 | -10 |

| Trissino 16 settembre 2006 | Trissino | 5 – 2 | Roller Novara | Palasport di Trissino |

| Trissino 16 settembre 2006 | Modena | 4 – 5 | Marzotto Valdagno | Palasport di Trissino |

| Trissino 17 settembre 2006 | Trissino | 3 – 3 | Modena | Palasport di Trissino |

| Trissino 17 settembre 2006 | Roller Novara | 2 – 6 | Marzotto Valdagno | Palasport di Trissino |

| Trissino 17 settembre 2006 | Trissino | 1 – 1 | Marzotto Valdagno | Palasport di Trissino |

| Trissino 17 settembre 2006 | Roller Novara | 2 – 5 | Modena | Palasport di Trissino |

#### Girone B
Il girone B fu disputato a Viareggio dal 16 al 17 settembre 2006.
| Squadra       | Pt | G | V | N | P | GF | GS | DG |
| ------------- | -- | - | - | - | - | -- | -- | -- |
| CGC Viareggio | 6  | 3 | 2 | 0 | 1 | 11 | 5  | +6 |
| Novara        | 6  | 3 | 2 | 0 | 1 | 9  | 5  | +4 |
| Breganze      | 6  | 3 | 2 | 0 | 1 | 4  | 6  | -2 |
| Amatori Lodi  | 0  | 3 | 0 | 0 | 3 | 2  | 10 | -8 |

| Viareggio 16 settembre 2006 | Amatori Lodi | 1 – 4 | CGC Viareggio | PalaBarsacchi |

| Viareggio 16 settembre 2006 | Novara | 1 – 2 | Breganze | PalaBarsacchi |

| Viareggio 16 settembre 2006 | Amatori Lodi | 0 – 1 | Breganze | PalaBarsacchi |

| Viareggio 16 settembre 2006 | CGC Viareggio | 2 – 3 | Novara | PalaBarsacchi |

| Viareggio 17 settembre 2006 | Amatori Lodi | 1 – 5 | Novara | PalaBarsacchi |

| Viareggio 17 settembre 2006 | CGC Viareggio | 5 – 1 | Breganze | PalaBarsacchi |

#### Girone C
Il girone C fu disputato a Follonica dal 23 al 24 settembre 2006.
| Squadra               | Pt | G | V | N | P | GF | GS | DG  |
| --------------------- | -- | - | - | - | - | -- | -- | --- |
| Follonica             | 9  | 3 | 3 | 0 | 0 | 25 | 6  | +19 |
| Roller Salerno        | 6  | 3 | 2 | 0 | 1 | 6  | 5  | +1  |
| Amatori Reggio Emilia | 3  | 3 | 1 | 0 | 2 | 7  | 13 | -6  |
| Castiglione           | 0  | 3 | 0 | 0 | 3 | 7  | 21 | -14 |

| Follonica 23 settembre 2006 | Roller Salerno | 2 – 0 | Amatori Reggio Emilia | Pista Armeni |

| Follonica 23 settembre 2006 | Follonica | 13 – 3 | Castiglione | Pista Armeni |

| Follonica 24 settembre 2006 | Follonica | 7 – 2 | Amatori Reggio Emilia | Pista Armeni |

| Follonica 24 settembre 2006 | Roller Salerno | 3 – 0 | Castiglione | Pista Armeni |

| Follonica 24 settembre 2006 | Castiglione | 4 – 5 | Amatori Reggio Emilia | Pista Armeni |

| Follonica 24 settembre 2006 | Roller Salerno | 1 – 5 | Follonica | Pista Armeni |

#### Girone D
Il girone D fu disputato a Breganze dal 16 al 17 settembre 2006.
| Squadra         | Pt | G | V | N | P | GF | GS | DG  |
| --------------- | -- | - | - | - | - | -- | -- | --- |
| Bassano 54      | 9  | 3 | 3 | 0 | 0 | 20 | 7  | +13 |
| Prato Primavera | 6  | 3 | 2 | 0 | 1 | 21 | 10 | +11 |
| Roller Bassano  | 3  | 3 | 1 | 0 | 2 | 11 | 12 | -1  |
| Molfetta        | 0  | 3 | 0 | 0 | 3 | 6  | 29 | -23 |

| Breganze 16 settembre 2006 | Molfetta | 2 – 11 | Bassano 54 | PalaFerrarin |

| Breganze 16 settembre 2006 | Roller Bassano | 3 – 6 | Prato Primavera | PalaFerrarin |

| Breganze 16 settembre 2006 | Molfetta | 2 – 11 | Prato Primavera | PalaFerrarin |

| Breganze 16 settembre 2006 | Roller Bassano | 1 – 4 | Bassano 54 | PalaFerrarin |

| Breganze 17 settembre 2006 | Molfetta | 2 – 7 | Roller Bassano | PalaFerrarin |

| Breganze 16 settembre 2006 | Bassano 54 | 5 – 4 | Prato Primavera | PalaFerrarin |

### Seconda fase

#### Girone A
Il girone A fu disputato a Bassano del Grappa dal 7 all'8 ottobre 2006.
| Squadra           | Pt | G | V | N | P | GF | GS | DG  |
| ----------------- | -- | - | - | - | - | -- | -- | --- |
| Bassano 54        | 9  | 3 | 3 | 0 | 0 | 18 | 6  | +12 |
| Novara            | 6  | 3 | 2 | 0 | 1 | 11 | 11 | 0   |
| Marzotto Valdagno | 1  | 3 | 0 | 1 | 2 | 9  | 14 | -5  |
| Roller Salerno    | 1  | 3 | 0 | 1 | 2 | 3  | 10 | -7  |

| Bassano del Grappa 7 ottobre 2006 | Roller Salerno | 2 – 2 | Marzotto Valdagno | PalaSind |

| Bassano del Grappa 7 ottobre 2006 | Bassano 54 | 7 – 2 | Novara | PalaSind |

| Bassano del Grappa 8 ottobre 2006 | Roller Salerno | 1 – 5 | Bassano 54 | PalaSind |

| Bassano del Grappa 8 ottobre 2006 | Marzotto Valdagno | 4 – 6 | Novara | PalaSind |

| Bassano del Grappa 8 ottobre 2006 | Roller Salerno | 0 – 3 | Novara | PalaSind |

| Bassano del Grappa 8 ottobre 2006 | Bassano 54 | 6 – 3 | Marzotto Valdagno | PalaSind |

#### Girone B
Il girone B fu disputato a Viareggio dal 7 all'8 ottobre 2006.
| Squadra         | Pt | G | V | N | P | GF | GS | DG  |
| --------------- | -- | - | - | - | - | -- | -- | --- |
| Follonica       | 7  | 3 | 2 | 1 | 0 | 16 | 9  | +7  |
| Prato Primavera | 5  | 3 | 1 | 2 | 0 | 8  | 5  | +3  |
| CGC Viareggio   | 4  | 3 | 1 | 1 | 1 | 10 | 10 | 0   |
| Trissino        | 0  | 3 | 0 | 0 | 3 | 7  | 17 | -10 |

| Viareggio 7 ottobre 2006 | Follonica | 8 – 4 | Trissino | PalaBarsacchi |

| Viareggio 7 ottobre 2006 | CGC Viareggio | 2 – 2 | Prato Primavera | PalaBarsacchi |

| Viareggio 8 ottobre 2006 | Trissino | 2 – 5 | CGC Viareggio | PalaBarsacchi |

| Viareggio 8 ottobre 2006 | Follonica | 2 – 2 | Prato Primavera | PalaBarsacchi |

| Viareggio 8 ottobre 2006 | Trissino | 1 – 4 | Prato Primavera | PalaBarsacchi |

| Viareggio 8 ottobre 2006 | Follonica | 6 – 3 | CGC Viareggio | PalaBarsacchi |

### Finale
| Follonica 31 ottobre 2006 Finale di andata | Follonica | 5 – 2 | Bassano 54 | Pista Armeni |

| Bassano del Grappa 21 novembre 2006 Finale di ritorno | Bassano 54 | 2 – 5 | Follonica | PalaSind |